# Yohan Blake
Yohan Blake (St. James, Jamajka, 26. prosinca 1989.), sprinter s Jamajke. Na Olimpijskim igrama u Londonu 2012. osvojio je srebrnu medalju na 100 i 200 metara i na Svjetskom prvenstvu u Daeguu 2011. osvojio je zlato nakon što je Usain Bolt bio diskvalificiran zbog pogrešnog starta. Blakeov osobni rekord na 100 metara je 9,69 i 19,26 na 200 metara, što ga čini drugim najbržim čovjekom na 100 i 200 metara svih vremena, odmah iza Usaina Bolta (drugo mjesto dijeli s Amerikancem Tysonom Gayom).

## Uspjesi
Ostvario je najbrže vrijeme u 2012. godini kada je u Kingstonu otrčao 9,90 Blake je popravio najbolje vrijeme 2012. godine koje je prije njega postavio Darvis Patton, a koje iznosilo 10,04. Nakon što je uzeo pojedinačni naslov, Blake je s Usainom Boltom postavio i najbolje vrijeme 2012. u štafeti 4x100 s vremenom 37,82.
Blake trenutno drži juniorski rekord na 100 metara i najmlađa je osoba koja je istrčala ispod 10 sekundi.

## Svjetska prvenstva

### 2011.
Blake je osvojio zlato nakon što je Usain Bolt bio diskvalificiran zbog pogrešnog starta. Također, osvojio je zlatnu medalju u štafeti 4x100 s vremenom 37,04 i time su postavili novi svjetski rekord.

### 2013.
Blake je odlučio odustati od obrane titule svjetskog prvaka u utrci na 100 metara zbog ozljede tetive.

### 2015.
Blake je bio spreman nakon oporavka ozljeda koji je zadobio 2013. i 2014., ali si nije uspio kvalificirati u polufinalu na 100 metara, poslije toga nije učestvovao u kvalificiranju na 200 metara.

### 2017.
Blake završio je na četvrtom mjestu u finalu na 100 metara ispod Usaina Bolta, a na štafeti su imali dobar start, ali nakon predaja štafete Boltu je pukao mišić u nozi.
Povreda koju je doživio 2013. godine onemogućila mu je povratak na nivo na kojem je bio 2011. i 2012. godine, tako da više nikada nije ponovio sjajne rezultate iz 2011. i 2012. godine iako je važio za nasljednika Usaina Bolta i sprintera koji je mnogo obećavao. Poznati sprinter s Trinidad i Tobaga Ato Boldon je rekao jedne prilike da nakon te povrede Blake više nikada neće biti onaj isti sprinter kakav je bio prije. Tako je na igrama Commonwealtha 2018 godine u Australiji na 100m završava tek treći, iako je važio za ubjedljivog favorita.
Nakon povlačenja Usaina Bolta iz atletike, Yohan Blake je uz Asafu Powella, koji je također na zalasku karijere, ostao jedini pravi takmac Justinu Gatlinu i novoj sjajnoj generaciji u usponu američkih sprintera predvođenu Christianom Colemanom, Trayvon Bromelom, Noah Lylesom, Ronnie Bakerom i drugim.

### Olimpijske igre
2012. je ispod Usaina Bolta (9,63) osvojio srebrnu medalju s vremenom od 9,75, dok je bronca pripala Amerikancu Justinu Gatlinu.
2016. u Rio de Janeiro završio je četvrti na 100 metara s vremenom od 9,93, a na 200 metara se nije uspio kvalificirati za finale, završeći šesti u polufinalu, ali je uspio osvojiti svoje drugo zlato na Olimpijskim igrama u štafeti 4x100.

### Doping
2009. je bio testiran pozitivno i bio je suspendiran na 3 mjeseca.